# Tribo da Periferia
Tribo da Periferia é uma dupla de rap formada em Brasília, Distrito Federal, atualmente integrada por Look e DuckJay. Tribo da Periferia é conhecida nacionalmente pelos singles "Insônia" e "Insônia 2" com Hungria Hip Hop, "Imprevisível", "Nosso Plano", e "Conspiração" com Marília Mendonça. Com oito álbuns lançados, dois discos de platina, e uma vitória em premiação musical, a dupla, por década é considerada uma das maiores bandas de rap do Brasil, sendo também considerados pioneiros do subgênero trap.

## Carreira

### 1998-2020: Início e sucesso nacional
Inicialmente, o grupo era integrado por DuckJay, Mano Marley, Alisson, DJ Bola e AceDace. Com o tempo o grupo foi se desintegrando; e com a saída do último membro, o DJ Bola, DuckJay resolveu dar continuidade formando a Tribo da Periferia com Look, — um rapper que já era membro da gravadora Kamika-Z, pertencente a DuckJay, e também seu amigo de longa data.
Formada em Brasília, em 1998, a Tribo da Periferia lançou seu primeiro álbum de estúdio com muitas dificuldades financeiras. O primeiro álbum, Verdadeiro Brasileiro, foi criado com baixo orçamento, mas ajudou a consolidar a carreira do grupo. Em 2005, a Tribo da Periferia lançou seu primeiro hit "Carro de Malandro", que se tornou a música mais executada de 2006 no Distrito Federal, e hoje sendo um grande clássico do hip hop brasiliense. Após o lançamento de "Carro de Malandro", a Tribo da Periferia começou a receber reconhecimento da cena musical brasileira, principalmente nas regiões sudeste. Com o sucesso nacional, a dupla lançou diversos álbuns e singles de sucesso instantâneo, alcançando grandes números de streamings e recebendo convites para participar de programas de televisão nacional, como SóTocaTop da Rede Globo. Em 2016, a dupla ganhou o Prêmio Palco MP3 por ser o artista/banda mais acessado na categoria rap/hip-hop. Ao completar vinte anos de carreira, a dupla realizou um show comemorativo no estádio Mané Garrincha, em Brasília. Até 2020, a dupla somou sete álbuns de estúdio lançados, todos produzidos por DuckJay.
Segundo uma pesquisa do G1, Tribo da Periferia está entre os 34 videoclipes mais assistidos da internet no Brasil, de todos os tempos. A dupla possui mais de 2,7 bilhões de acessos no YouTube, e suas canções mais executadas na plataforma é "Imprevisível", com mais de 490 milhões de plays, "Insônia" com 250 milhões de plays, "Conspiração" com 150 milhões de plays, "Alma de Pipa" com 250 milhões de plays, "Nosso Plano" com 180 milhões de plays, e "Visão tá Ouro" com 100 milhões de plays. Tribo da Periferia também emplacou diversos singles nos Top 100 das rádios brasileiras, e das plaraformas de música, como Spotify e Apple Music.

### 2021—atualmente:Híbrido
Em 2021, a dupla lançou o álbum de estúdio Híbrido, com 10 faixas. O álbum foi certificado como disco de platina pela Pro-Música Brasil (PMB), por 80 mil únidades vendidas. Em 2022 lançou "Insônia 2" com Hungria Hip Hop, e a participação de MC Ryan SP. "Insônia 2" recebeu o certificado de single de platina, por 80 mil downloads digitais. Em seguida, no mês de julho do mesmo ano, lançam o single "Algo Íntimo", com um videoclipe no YouTube, e em formato streaming e download para as plataformas de música.

## Discografia
- Verdadeiro Brasileiro (2003)
- Tudo Nosso (2005)
- 1° Último (2011)
- 2° Último (2013)
- Lost Tape (2013)
- 3° Último (2014)
- 4° Último (2016)
- Híbrido (2021)

## Singles
| Título                                                                                  | Melhores posições | Melhores posições | Melhores posições |
| Título                                                                                  | Apple Music       | Top 100 Brasil    | Spotify Charts    |
| --------------------------------------------------------------------------------------- | ----------------- | ----------------- | ----------------- |
| "Imprevisível"                                                                          | 3                 | 50                | —                 |
| "Alma de Pipa"                                                                          | 6                 | —                 | —                 |
| "Conspiração" (ft. Marília Mendonça)                                                    | 44                | 25                | —                 |
| "Nosso Plano"                                                                           | 2                 | 30                | —                 |
| "Insônia" (c/ Hungria Hip Hop)                                                          | 9                 | 8                 | —                 |
| "Visão tá Ouro" (ft. Belladona)                                                         | 28                | —                 | —                 |
| "Insônia 2" (c/ Hungria Hip Hop, ft. MC Ryan SP)                                        | 15                | 15                | 84                |
| "—" denota singles que não entraram nas paradas musicais ou não foram lançados no país. |                   |                   |                   |

## Certificações
| Nome                                                          | Tipo   | Cópias  | Certificação   | ref.  |
| ------------------------------------------------------------- | ------ | ------- | -------------- | ----- |
| "Insônia 2"                                                   | single | 80.000‡ | (PMB): Platina | [ 5 ] |
| Híbrido                                                       | álbum  | 80.000‡ | (PMB): Platina | [ 5 ] |
| ‡vendas+valores de streaming baseados somente na certificação |        |         |                |       |

## Prêmios e indicações
| Ano  | Prêmio           | Categoria                                            | Nomeação           | Resultado | Ref.  |
| ---- | ---------------- | ---------------------------------------------------- | ------------------ | --------- | ----- |
| 2021 | Prêmio Palco MP3 | Artísta/Banda Mais Ouvido da Categoria "Rap/Hip Hop" | Tribo da Periferia | Venceu    | [ 1 ] |